# Франц фон Штук
Франц фон Штук (нім. Franz von Stuck; 23 лютого 1863, Теттенвайс — 30 серпня 1928, Мюнхен) — німецький художник, скульптор, символіст і експресіоніст.

## Біографія

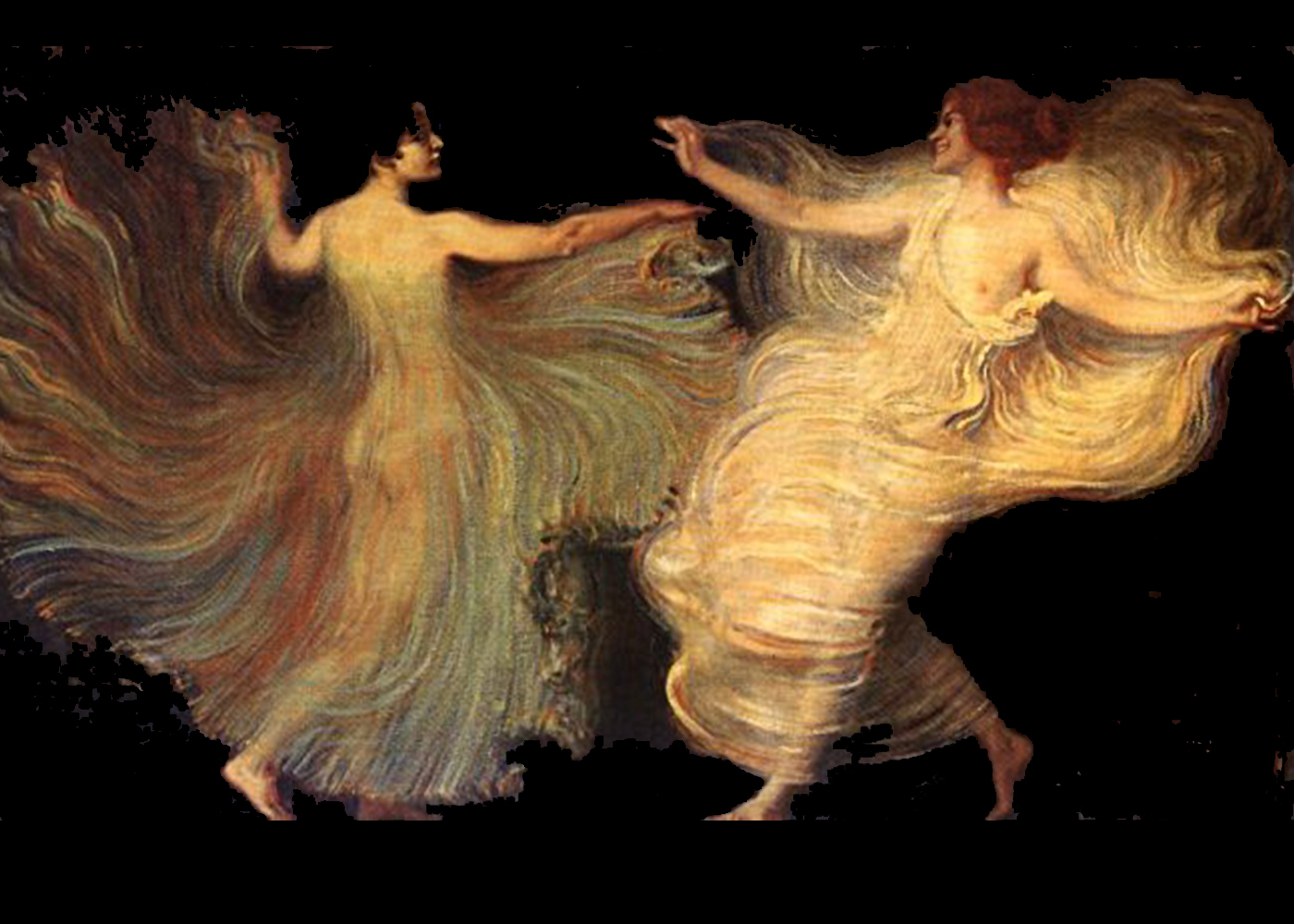
Франц фон Штук. «Танцівниці». 1896

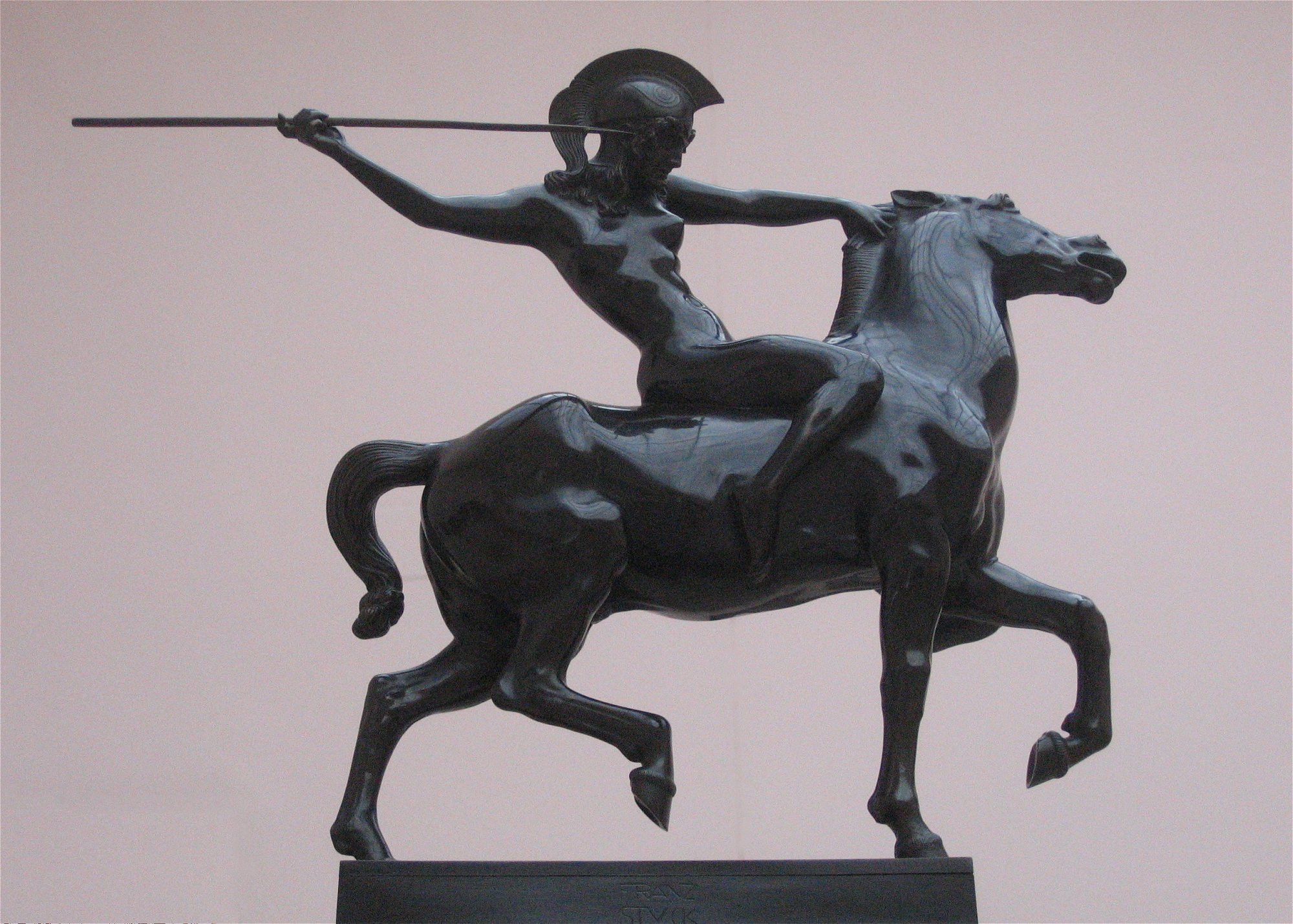
Воєвнича амазонка. 1897

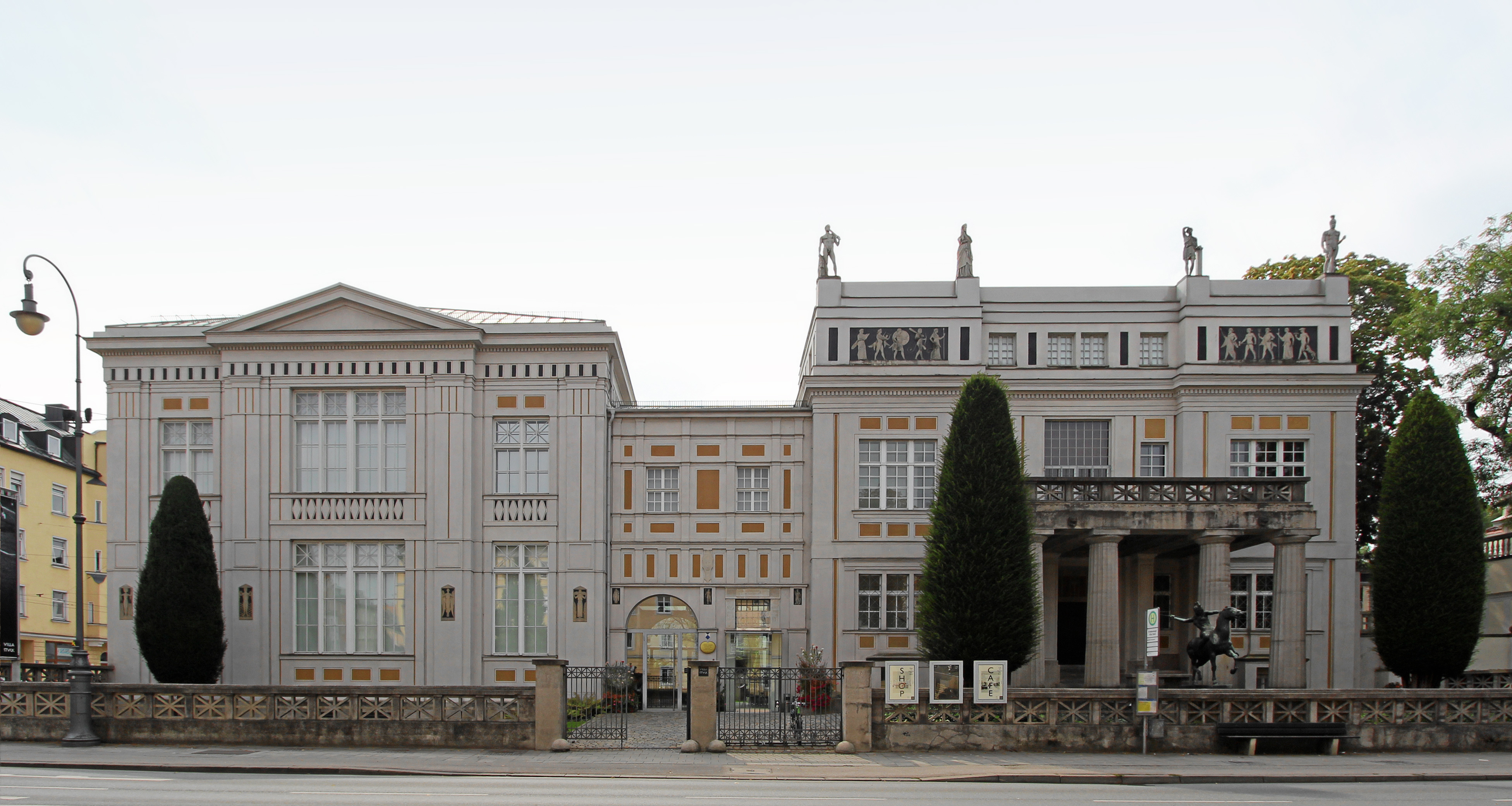
Вілла Штук

Син сільського мельника Франц Штук навчався у Королівській школі мистецтв і ремесел Мюнхену, Мюнхенській академії мистецтв. Розпочинав ілюстратором, карикатуристом Гумористичного тижневика «Fliegende Blätter» і лише з 1889 року зайнявся живописом. Перший успіх принесло полотно «Охоронець раю». Разом з Вільгельмом Трюбнером був одним із засновників Мюнхенського сецесіону (1892).
З 1895 року працює професором Академії мистецтв. У нього навчались Василь Кандінський, Пауль Клее, Йозеф Генгге, Георг Карс, Пауль Штолльрайтер, Генріх Штріффлер, Давид Бурлюк. Разом з Францем фон Ленбахом (особистий портретист Отто фон Бісмарка), директором Академії Фрідріхом Августом фон Каульбахом належав до провідних митців мюнхенської школи межі ХІХ–ХХ ст.
Під впливом швейцарського художника Арнольда Бекліна почав писати фантазійні алегорично-символічні твори. Через еротизм композицій, оголені тіла його твори часто зустрічались з несприйняттям пуританської публіки, що звинувачувала його у прапаганді розпусти. У нагороду за діяльність отримав 1906 персональне шляхетство, орден За Громадянські заслуги Баварської корони. Один з співорганізаторів Німецького моністичного союзу (1906).
Компанія Heilmann & Littmann збудувала за його ескізами віллу з меблями (Вілла Штука) у стилі неокласицизму (1897/98). Франц фон Штук був у Мюнхені репрезентантом Югендштілю. На віллі збирались прихильники модерністського гуртка фон Штука. Зрештою за визнання досягнень фон Штука йому присвоїли звання почесного доктора Мюнхенського технічного університету. Фон Штука похоронила на цвинтарі Вальдфрідгоф.
У віллі Штука діє один з трьох міських музеїв, де експонуються твори Франца фон Штука, художні твори, вироби доби символізму.